# Düsseldorfer Turn- und Sportverein Fortuna 1895 1989-1990
Questa voce raccoglie le informazioni riguardanti il Düsseldorfer Turn- und Sportverein Fortuna 1895 nelle competizioni ufficiali della stagione 1989-1990.

## Stagione
Nella stagione 1989-1990 il Fortuna Düsseldorf, allenato da Aleksandar Ristić, concluse il campionato di Bundesliga al 9º posto. In Coppa di Germania il Fortuna Düsseldorf fu eliminato ai quarti di finale dal Kaiserslautern.

## Rosa
| N. |                      | Ruolo | Calciatore        |
| -- | -------------------- | ----- | ----------------- |
| 1  | Germania (bandiera)  | P     | Frank Kirn        |
|    | Germania (bandiera)  | P     | Jörg Schmadtke    |
|    | Germania (bandiera)  | P     | Jürgen Wittmann   |
|    | Germania (bandiera)  | D     | Sven Backhaus     |
|    | Germania (bandiera)  | D     | Ralf Loose        |
|    | Germania (bandiera)  | D     | Martin Spanring   |
|    | Germania (bandiera)  | D     | Karl Werner       |
|    | Polonia (bandiera)   | D     | Rudolf Wójtowicz  |
|    | Ghana (bandiera)     | C     | Anthony Baffoe    |
|    | Germania (bandiera)  | C     | Michael Büskens   |
|    | Argentina (bandiera) | C     | Marcelo Carracedo |
|    | Rep. Ceca (bandiera) | C     | Pavel Chaloupka   |

| N. |                      | Ruolo | Calciatore       |
| -- | -------------------- | ----- | ---------------- |
|    | Germania (bandiera)  | C     | Antoine Hey      |
|    | Germania (bandiera)  | C     | Andreas Kaiser   |
|    | Germania (bandiera)  | C     | Michael Kimmel   |
|    | Germania (bandiera)  | C     | Dirk Krümpelmann |
|    | Rep. Ceca (bandiera) | C     | Petr Rada        |
|    | Germania (bandiera)  | C     | Michael Schütz   |
|    | Germania (bandiera)  | C     | Jörg Spillmann   |
|    | Germania (bandiera)  | C     | Richard Walz     |
|    | Germania (bandiera)  | A     | Thomas Allofs    |
|    | Germania (bandiera)  | A     | Uwe Fuchs        |
|    | Germania (bandiera)  | A     | Bernd Klotz      |
|    | Germania (bandiera)  | A     | Michael Preetz   |

## Organigramma societario
Area tecnica
- Allenatore: Aleksandar Ristić
- Allenatore in seconda:
- Preparatore dei portieri:
- Preparatori atletici:

## Calciomercato

### Sessione estiva
| Acquisti | Acquisti        | Acquisti                      | Acquisti |
| R.       | Nome            | da                            | Modalità |
| -------- | --------------- | ----------------------------- | -------- |
| C        | Anthony Baffoe  | Fortuna Colonia               |          |
| A        | Uwe Fuchs       | Fortuna Colonia               |          |
| A        | Oliver Gensch   | Bayern Monaco II              |          |
| C        | Antoine Hey     | Fortuna Düsseldorf (juniores) |          |
| P        | Jürgen Wittmann | MTV Ingolstadt                |          |

| Cessioni | Cessioni         | Cessioni               | Cessioni |
| R.       | Nome             | a                      | Modalità |
| -------- | ---------------- | ---------------------- | -------- |
| A        | Sven Demandt     | Bayer Leverkusen       |          |
| P        | Uwe Dignaß       | Blau-Weiß Berlin       |          |
| C        | Christian Heide  | Eintracht Francoforte  |          |
| A        | Peter Radojewski | Hannover 96            |          |
| C        | Thomas Seeliger  | Eintracht Braunschweig |          |

### Sessione invernale
| Acquisti | Acquisti          | Acquisti    | Acquisti |
| R.       | Nome              | da          | Modalità |
| -------- | ----------------- | ----------- | -------- |
| A        | Thomas Allofs     | Strasburgo  |          |
| C        | Marcelo Carracedo | Real Murcia |          |
| D        | Martin Spanring   | Monaco 1860 |          |

| Cessioni | Cessioni      | Cessioni     | Cessioni |
| R.       | Nome          | a            | Modalità |
| -------- | ------------- | ------------ | -------- |
| A        | Oliver Gensch | Unterhaching |          |

## Risultati

### Bundesliga

#### Girone di andata
| Arbitro: | Fux |

|                 |           |            |
| Krümpelmann 52’ | Marcatori | 87’ Furtok |

| Arbitro: | Wittke |

|                          |           |                          |
| Burgsmüller 5’ Rufer 61’ | Marcatori | 41’ Chaloupka 82’ Schütz |

| Arbitro: | Wiesel |

|             |           |                       |
| Büskens 79’ | Marcatori | 15’ Andersen 90’ Binz |

| Arbitro: | Schmidhuber |

|            |           |  |
| Möller 85’ | Marcatori |  |

| Arbitro: | Merk |

|                     |           |                  |
| Klotz 71’ Fuchs 78’ | Marcatori | 37’, 51’ Leifeld |

| Arbitro: | Fröhlich |

|                                   |           |  |
| Schneider 78’ Sané 80’ Wagner 87’ | Marcatori |  |

| Arbitro: | Kriegelstein |

|                               |           |                             |
| Schütz 12’, 62’ Rada 45’, 65’ | Marcatori | 81’ (aut.) Klotz 88’ Walter |

| Arbitro: | Albrecht |

|                                       |           |           |
| Bruns 39’ (rig.) Budde 57’ Criens 64’ | Marcatori | 78’ Fuchs |

| Arbitro: | Werner |

|                       |           |                   |
| Fuchs 74’, 78’ (rig.) | Marcatori | 90’ (rig.) Funkel |

| Arbitro: | Neuner |

|               |           |  |
| Jurgeleit 32’ | Marcatori |  |

| Arbitro: | Boos |

|               |           |             |
| Chaloupka 17’ | Marcatori | 11’ Allievi |

| Arbitro: | Blattmann |

|                           |           |                         |
| Sternkopf 11’ Kreuzer 62’ | Marcatori | 50’ Chaloupka 57’ Fuchs |

| Arbitro: | Mierswa |

|                        |           |                          |
| Augenthaler 60’ (aut.) | Marcatori | 5’ Schwabl 32’ Wohlfarth |

| Arbitro: | Dellwing |

|           |           |                         |
| Sturm 38’ | Marcatori | 76’, 88’ Walz 82’ Fuchs |

| Arbitro: | Werner |

|                                                |           |                           |
| Kaiser 17’ (aut.) Schreier 54’ Kree 64’ (rig.) | Marcatori | 58’, 74’ Schütz 81’ Klotz |

| Düsseldorf 3 novembre 1989, ore 19:30 CET 16ª giornata | Fortuna Düsseldorf | 0 – 0 referto | Waldhof Mannheim | Rheinstadion (17 500 spett.)\| Arbitro: \| Berg \| |
| Arbitro:                                               | Berg               |               |                  |                                                    |

| Arbitro: | Strigel |

|           |           |  |
| Golke 35’ | Marcatori |  |

#### Girone di ritorno
| Arbitro: | Boos |

|                  |           |  |
| Beiersdorfer 53’ | Marcatori |  |

| Arbitro: | Amerell |

|                         |           |             |
| Fuchs 26’ Chaloupka 85’ | Marcatori | 88’ Borowka |

| Arbitro: | Osmers |

|                          |           |  |
| Bein 48’ Falkenmayer 82’ | Marcatori |  |

| Arbitro: | Harder |

|                 |           |            |
| Krümpelmann 84’ | Marcatori | 90’ Dickel |

| Arbitro: | Föckler |

|           |           |                                   |
| Kempe 78’ | Marcatori | 43’ Krümpelmann 60’ (rig.) Baffoe |

| Düsseldorf 3 marzo 1990, ore 15:30 CET 23ª giornata | Fortuna Düsseldorf | 0 – 0 referto | Norimberga | Rheinstadion (15 000 spett.)\| Arbitro: \| Merk \| |
| Arbitro:                                            | Merk               |               |            |                                                    |

| Arbitro: | Scheuerer |

|                                                  |           |  |
| Schmäler 8’ Gaudino 26’ Walter 39’ Frontzeck 66’ | Marcatori |  |

| Arbitro: | Wiesel |

|  |           |                      |
|  | Marcatori | 80’ (rig.) Effenberg |

| Arbitro: | Amerell |

|  |           |             |
|  | Marcatori | 28’ Büskens |

| Arbitro: | Strigel |

|            |           |  |
| Schütz 15’ | Marcatori |  |

| Arbitro: | Umbach |

|           |           |  |
| Kuntz 34’ | Marcatori |  |

| Düsseldorf 12 aprile 1990, ore 20:00 CEST 29ª giornata | Fortuna Düsseldorf | 0 – 0 referto | Karlsruhe | Rheinstadion (11 000 spett.)\| Arbitro: \| Theobald \| |
| Arbitro:                                               | Theobald           |               |           |                                                        |

| Monaco di Baviera 21 aprile 1990, ore 15:30 CEST 30ª giornata | Bayern Monaco | 0 – 0 referto | Fortuna Düsseldorf | Stadio Olimpico (25 000 spett.)\| Arbitro: \| Werner \| |
| Arbitro:                                                      | Werner        |               |                    |                                                         |

| Arbitro: | Osmers |

|            |           |           |
| Werner 13’ | Marcatori | 26’ Sturm |

| Arbitro: | Neuner |

|                            |           |  |
| Kaiser 71’ Krümpelmann 72’ | Marcatori |  |

| Arbitro: | Dellwing |

|  |           |           |
|  | Marcatori | 84’ Klotz |

| Arbitro: | Wittke |

|                                                                        |           |  |
| Allofs 31’, 49’ Klotz 48’, 60’ Baffoe 56’ Krümpelmann 75’ Spanring 90’ | Marcatori |  |

### Coppa di Germania
| Arbitro: | Domberg |

|                   |           |                     |
| Friedenberger 24’ | Marcatori | 83’ Fuchs 96’ Klotz |

| Arbitro: | Blüthgen |

|                                              |           |  |
| Krümpelmann 6’ Fuchs 33’ Walz 40’ Preetz 59’ | Marcatori |  |

| Arbitro: | Birlenbach |

|               |           |                                          |
| Pfirrmann 77’ | Marcatori | 67’ Schütz 73’ Chaloupka 88’ Krümpelmann |

| Arbitro: | Wiesel |

|                          |           |          |
| Stumpf 4’ Kuntz 33’, 68’ | Marcatori | 36’ Walz |

## Statistiche

### Statistiche di squadra
| Competizione      | Punti | In casa | In casa | In casa | In casa | In casa | In casa | In trasferta | In trasferta | In trasferta | In trasferta | In trasferta | In trasferta | Totale | Totale | Totale | Totale | Totale | Totale | DR |
| Competizione      | Punti | G       | V       | N       | P       | Gf      | Gs      | G            | V            | N            | P            | Gf           | Gs           | G      | V      | N      | P      | Gf     | Gs     | DR |
| ----------------- | ----- | ------- | ------- | ------- | ------- | ------- | ------- | ------------ | ------------ | ------------ | ------------ | ------------ | ------------ | ------ | ------ | ------ | ------ | ------ | ------ | -- |
| Bundesliga        | 32    | 17      | 6       | 8       | 3       | 26      | 15      | 17           | 4            | 4            | 9            | 15           | 26           | 34     | 10     | 12     | 12     | 41     | 41     | 0  |
| Coppa di Germania | -     | 1       | 1       | 0       | 0       | 4       | 0       | 3            | 2            | 0            | 1            | 6            | 5            | 4      | 3      | 0      | 1      | 10     | 5      | +5 |
| Totale            | 32    | 18      | 7       | 8       | 3       | 30      | 15      | 20           | 6            | 4            | 10           | 21           | 31           | 38     | 13     | 12     | 13     | 51     | 46     | +5 |

### Andamento in campionato
| Giornata  | 1 | 2 | 3  | 4  | 5  | 6  | 7  | 8  | 9  | 10 | 11 | 12 | 13 | 14 | 15 | 16 | 17 | 18 | 19 | 20 | 21 | 22 | 23 | 24 | 25 | 26 | 27 | 28 | 29 | 30 | 31 | 32 | 33 | 34 |
| --------- | - | - | -- | -- | -- | -- | -- | -- | -- | -- | -- | -- | -- | -- | -- | -- | -- | -- | -- | -- | -- | -- | -- | -- | -- | -- | -- | -- | -- | -- | -- | -- | -- | -- |
| Luogo     | C | T | C  | T  | C  | T  | C  | T  | C  | T  | C  | T  | C  | T  | T  | C  | T  | T  | C  | T  | C  | T  | C  | T  | C  | T  | C  | T  | C  | T  | C  | C  | T  | C  |
| Risultato | N | N | P  | P  | N  | P  | V  | P  | V  | P  | N  | N  | P  | V  | N  | N  | P  | P  | V  | P  | N  | V  | N  | P  | P  | V  | V  | P  | N  | N  | N  | V  | V  | V  |
| Posizione | 8 | 9 | 11 | 15 | 15 | 17 | 14 | 17 | 13 | 15 | 16 | 15 | 17 | 13 | 12 | 12 | 16 | 16 | 15 | 16 | 15 | 15 | 15 | 15 | 16 | 16 | 15 | 17 | 16 | 17 | 16 | 14 | 12 | 9  |

Legenda:

Luogo: C = Casa; T = Trasferta. Risultato: V = Vittoria; N = Pareggio; P = Sconfitta.

### Statistiche dei giocatori
| Giocatore      | Bundesliga | Bundesliga | Bundesliga  | Bundesliga | Coppa di Germania | Coppa di Germania | Coppa di Germania | Coppa di Germania | Totale   | Totale | Totale      | Totale     |
| Giocatore      | Presenze   | Reti       | Ammonizioni | Espulsioni | Presenze          | Reti              | Ammonizioni       | Espulsioni        | Presenze | Reti   | Ammonizioni | Espulsioni |
| -------------- | ---------- | ---------- | ----------- | ---------- | ----------------- | ----------------- | ----------------- | ----------------- | -------- | ------ | ----------- | ---------- |
| T. Allofs      | 9          | 2          | 1           | 0          | 0                 | 0                 | 0                 | 0                 | 9        | 2      | 1           | 0          |
| S. Backhaus    | 19         | 0          | 4           | 0          | 2                 | 0                 | 0                 | 0                 | 21       | 0      | 4           | 0          |
| A. Baffoe      | 26         | 2          | 0           | 0          | 2                 | 0                 | 0                 | 0                 | 28       | 2      | 0           | 0          |
| M. Büskens     | 32         | 2          | 9           | 0          | 3                 | 0                 | 0                 | 0                 | 35       | 2      | 9           | 0          |
| M. Carracedo   | 6          | 0          | 2           | 0          | 0                 | 0                 | 0                 | 0                 | 6        | 0      | 2           | 0          |
| P. Chaloupka   | 22         | 4          | 5           | 0          | 4                 | 1                 | 1                 | 0                 | 26       | 5      | 6           | 0          |
| U. Fuchs       | 25         | 7          | 5           | 0          | 4                 | 2                 | 1                 | 0                 | 29       | 9      | 6           | 0          |
| O. Gensch      | 0          | 0          | 0           | 0          | 1                 | 0                 | 0                 | 0                 | 1        | 0      | 0           | 0          |
| A. Hey         | 1          | 0          | 0           | 0          | 0                 | 0                 | 0                 | 0                 | 1        | 0      | 0           | 0          |
| A. Kaiser      | 29         | 1          | 7           | 0          | 4                 | 0                 | 1                 | 0                 | 33       | 1      | 8           | 0          |
| M. Kimmel      | 5          | 0          | 0           | 1          | 0                 | 0                 | 0                 | 0                 | 5        | 0      | 0           | 1          |
| F. Kirn        | 0          | 0          | 0           | 0          | 0                 | 0                 | 0                 | 0                 | 0        | 0      | 0           | 0          |
| B. Klotz       | 17         | 5          | 2           | 0          | 3                 | 1                 | 1                 | 0                 | 20       | 6      | 3           | 0          |
| D. Krümpelmann | 34         | 5          | 4           | 0          | 4                 | 2                 | 0                 | 0                 | 38       | 7      | 4           | 0          |
| R. Loose       | 33         | 0          | 6           | 0          | 2                 | 0                 | 2                 | 0                 | 35       | 0      | 8           | 0          |
| M. Preetz      | 15         | 0          | 0           | 0          | 2                 | 1                 | 0                 | 0                 | 17       | 1      | 0           | 0          |
| P. Rada        | 19         | 2          | 1           | 0          | 4                 | 0                 | 0                 | 0                 | 23       | 2      | 1           | 0          |
| J. Schmadtke   | 31         | 0          | 1           | 0          | 4                 | 0                 | 1                 | 0                 | 35       | 0      | 2           | 0          |
| M. Schütz      | 30         | 6          | 4           | 0          | 3                 | 1                 | 1                 | 0                 | 33       | 7      | 5           | 0          |
| M. Spanring    | 8          | 1          | 0           | 0          | 0                 | 0                 | 0                 | 0                 | 8        | 1      | 0           | 0          |
| J. Spillmann   | 0          | 0          | 0           | 0          | 0                 | 0                 | 0                 | 0                 | 0        | 0      | 0           | 0          |
| R. Walz        | 23         | 2          | 0           | 0          | 4                 | 2                 | 1                 | 0                 | 27       | 4      | 1           | 0          |
| K. Werner      | 31         | 1          | 3           | 1          | 4                 | 0                 | 1                 | 0                 | 35       | 1      | 4           | 1          |
| J. Wittmann    | 3          | 0          | 0           | 0          | 0                 | 0                 | 0                 | 0                 | 3        | 0      | 0           | 0          |
| R. Wójtowicz   | 23         | 0          | 1           | 1          | 2                 | 0                 | 1                 | 0                 | 25       | 0      | 2           | 1          |